# Um Edifício Chamado 200
Um Edifício Chamado 200 é um filme brasileiro de 1974 dirigido por Carlos Imperial, baseado em peça homônima de Paulo Pontes e José Renato.

## Sinopse
Alfredo Gamela é um carioca de 20 anos, que vive num pequeno apartamento num edificio treme-treme de Copacabana com sua amante Karla e, embora não tenha dinheiro, gosta de aparentar que é rico. Eles estão há dois dias sem comer, quando a situação se agrava com o aparecimento de Ana, ex-amante de Gamela, em busca de ajuda. As mulheres descobrem que Gamela vive num mundo de mentira, mas ele supera as dificuldades momentâneas vendendo seus últimos pertences. Karla e Ana saem para comprar alimentos e Gamela fica preenchendo seu cartão de Loteria Esportiva.

## Elenco
- Milton Moraes.... Gamela
- Tânia Scher.... Karla
- Kate Lyra.... Ana
- Carlos Imperial.... Bororó
- Jece Valadão
- Myriam Pérsia
- Paulo Silvino
- Vera Gimenez
- Lajar Muzuris
- Marza de Oliveira
- César Ladeira Filho
- Miguel Carrano
- Baby Conceição